# Euploea marsdeni
Euploea marsdeni är en fjärilsart som beskrevs av Moore 1883. Euploea marsdeni ingår i släktet Euploea och familjen praktfjärilar. Inga underarter finns listade i Catalogue of Life.